# Bovakar
Bovakar (armeniska: Բովաքար), eller Chalab (Խալաբ), är ett berg i Armenien. Det ligger i provinsen Lori, i den norra delen av landet, 70 kilometer norr om huvudstaden Jerevan. Toppen på Bovakar är 3 016 meter över havet.